# Patriarhia de Carloviț
Patriarhia de Carloviț (în sârbocroată Karlovačka patrijaršija, cu caractere chirilice: Карловачка патријаршија) a fost un patriarhat al Bisericii Ortodoxe Sârbe, care a existat din 1848 până în 1920, cu sediul la Carloviț. Acest patriarhat a luat ființă prin ridicarea mitropolitului Iosif Rajačić la rang de patriarh. Acesta formase o alianță cu Casa de Habsburg împotriva Revoluției Maghiare de la 1848.
Patriarhia de Carloviț își exercita autoritatea asupra credincioșilor ortodocși din sudul Imperiului Austro-Ungar, în timp ce Mitropolia de Belgrad își exercita autoritatea asupra credincioșilor ortodocși din Principatul Serbiei (până în 1882) respectiv Regatul Serbiei (1882-1918). Această situație a dus la tensiuni între credincioșii ortodocși.
Ultimul patriarh de Carloviț, Lukijan Bogdanović⁠(en)[traduceți], a fost asasinat în 1913. Scaunul a rămas vacant până la reunirea Bisericii Ortodoxe Sârbe în 1920. De atunci patriarhul Bisericii Ortodoxe Sârbe poartă titlul de mitropolit de Belgrad și Carloviț.